# Jocke & Jonna
Jocke & Jonna AB, tidigare Jockiboi & Jonna AB, är ett privat aktiebolag som grundades 2016 och bedriver video- och musikproduktion. Huvudpersonerna i videoproduktionen är Joakim Lundell, Jonna Lundell och Danjal Kanani. Huvudverksamheten har under en lång tid varit produktion av vloggar.
Jocke & Jonna har tagit förstaplatsen fyra år som Årets makthavare inom sociala medier i Maktbarometern, vilket är en årlig undersökning som utförs av Medieakademin. De tog förstaplatsen 2017, 2018, 2021 och 2022. De tog även en andraplats när undersökningen gjordes 2019 och 2023 samt en tredjeplats när undersökningen gjordes 2020.
Youtube-kanalen fick en miljon prenumeranter den 20 juli 2021 och blev den andra svenskspråkiga kanalen att nå denna milstolpe, näst efter Therése Lindgren.

## Videoproduktion

### 2014–2016: "Pranks"
Parets första videoklipp var ett antal practical jokes där Joakim bland annat lurade hustrun att han tappat sin klocka i toaletten. Totalt blev det några hundra filmer av den typen innan paret bestämde sig för att gå vidare och kanalen har inte uppdaterats med nya pranks sedan december 2016.

### 2016–2017: Årets Youtuber
Inför Joakim Lundells låtsläpp av första egna singeln "All I Need" startade han en ny kanal med sitt artistnamn Joakim Lundell. Parets gemensamma Youtube-kanal utsågs 2017 till Årets makthavare inom sociala medier och de har mottagit sex olika priser i Guldtuben, bland annat Årets Youtuber.
I september 2017 meddelade Joakim Lundell på Facebook att paret skulle sluta permanent med att lägga upp videoklipp.
Parallellt med parets practical jokes och videobloggar har paret gjort serien Spökjakt där produktionen besöker olika slott och herrgårdar och letar efter andlighet, energier och spöken.

### 2018–2019: Lundellhuset
I början av 2018 köpte paret en villa utanför Norrköping för 8,7 miljoner kronor med planen att ytskiktsrenovera, men det visade sig att säljaren aktivt försökt dölja fel och paret medverkade sedan i Fuskbyggarna och hotade säljarna med rättsliga åtgärder.. Ett förlikningsavtal skrevs under i början av 2018 men senare samma år stämde säljarna Jocke & Jonna AB för att ha brutit mot avtalet. I november 2018 dömdes parets bolag att betala 225 000 kronor till de tidigare ägarna av huset.
I samband med att bolaget köpte renoveringsobjektet hörde Johan Sernebrink av sig till Jocke & Jonna och erbjöd sig att hjälpa till med husbygget. Han påstod sig vara arkitekt och snickare, något som Joakim Lundell i efterhand menar är felaktigt. Sernebrink anlitades för att se till att huset skulle renoveras enligt en viss tidsplan. I början av 2019 reste paret till Dubai och Sernebrink lovade att husbygget skulle vara färdigställt tills att de kom hem igen – problemet var att Sernebrink inte befunnit sig vid husbygget överhuvudtaget under denna tid. Det gjorde att Jocke & Jonna undersökte det hela och det framkom från hantverkare att sexuella trakasserier pågått i huset och att Sernebrink byggt saker felaktigt, missat alla deadlines, orsakat att bygget blivit dyrare än nödvändigt och ljög om vem han var. I ett videoklipp så hävdar Joakim Lundell att Sernebrink är en fuskbyggare och bedragare. Han förde även vidare andra personers obevisade anklagelser om ofredanden som Sernebrink påstås ha begått. Detta ledde till att åklagare inledde en förundersökning med brottsrubriceringen förtal och olaga hot.

### 2020–2021: Egna formatprogram
Sedan 2020 har Jocke & Jonna satsat på större egna produktioner med deltagare som tävlar om en vinst, likt vissa TV-format, men publicerat dem på plattformen Youtube.

#### Sveriges största kurragömma
I juni och juli 2020 bjöd produktionen in 20 deltagare, främst kända youtubare och influencers, som tävlade om en vinstsumma på 25 000 kronor. Tävlingen gick ut på att gömma sig för Joakim och Danjal. Videoklippen laddades upp en gång per vecka med fyra kvartsfinaler, två semifinaler och en final som Diana Baban slutligen vann efter en del dramatik där deltagare hängt ut varandra på sociala medier på grund av omständigheter som inte visats i Youtube-serien.

#### Splash
Splash marknadsfördes i sociala medier som Youtubes svar på Wipeout, med 24 deltagare – även i detta fall youtubare och influerare – som tävlar i en hinderbana om en vinstpott på 50 000 kronor. Produktionen fick problem med videofilerna efter att allt spelats in, och var nära att gå miste om en halv miljon kronor som de lagt ut på projektet om de inte lyckats lösa problemet. Videoklippen laddades upp en gång per vecka med start den 5 september 2020 och final den 24 oktober 2020. Vinnare blev Jonte Borg.

#### Puppet Master
Tio deltagare kallades in för att göra upp om en vinstsumma, utan att veta vad de gett sig in på. De kanske trodde att de skulle delta i en dokusåpa som går ut på att festa men istället tvingades de bland annat möta sina värsta fobier.

#### The Ring
The Ring är en kommande satsning där deltagarna ska ställa sig i en ring för att stanna kvar i ringen tills alla andra lämnat för att vinna. Under tiden så snurrar produktionen på ett lotterihjul som avgör ifall deltagarna ska utsattas för bland annat lockelser, skrämsel eller tävling - i syfte att få dem att lämna ringen.

## TV-produktion (i urval)

### Jockiboi och Jonna i Nöd och Lust
Inför Joakim och Jonnas bröllop den 9 juli 2016 följde TV3 med och filmade allt från planeringen av bröllopet till själva vigseln. Vid premiären av TV-serien så var trycket så högt att TV3 Play kraschade på grund av en överbelastning.

### Familjen Lundell
Efter att de dagliga vloggarna på Youtube-kanalen har upphört så har Discovery spelat in liknande innehåll som istället visas på Dplay. Det finns fyra säsonger lanserade men Joakim Lundell har i en intervju med Cluee News bekräftat att den fjärde säsongen kommer att bli den sista.
Jocke & Jonna har även ett annat samarbete med Discovery där de restaurerar upp Lundellhuset i TV-serien Lundellhuset – Sveriges lyxigaste bygge.

### Spökjakt
Spökjakt är serien där produktionen besöker hemsökta platser runtom i världen och använder EMF-mätare och andra verktyg för att identifiera paranormala aktiviteter. I första säsongen besöker de hemsökta platser i Europa och den andra säsongen utspelar sig i Sverige. Inspelningar av en tredje säsong har påbörjats i Sverige och det har även bekräftats att en fjärde säsong kommer att utspela sig i USA, när pandemin tillåter det.

### Hide and Seek
Hide and Seek är en twist av det tidigare Youtube-konceptet Sveriges största kurragömma, med inslag från Spökjakt. Under sex inspelningar gömmer sig 24 deltagare i hemsökta byggnader, i hopp om att hitta det bästa gömstället. Programledarna Joakim och Jonna Lundells uppgift är att söka efter deltagarna som gömt sig.

## Övrig produktion
Parallellt med TV- och videoproduktionen så har bolaget också lanserat musik under artistnamnet Joakim Lundell. Såväl Joakim som Jonna Lundell har också skrivit flera böcker om sina uppväxter och kampen för att få barn tillsammans.
Paret har också en podcast med namnet Jocke & Jonna – Sanningen måste fram, där TV-producenten Jonas Bergström fungerar som en ledsagare och ställer utmanande frågor.

## Priser och utmärkelser
| År   | Pris                                                                             | Resultat  | Ref    |
| ---- | -------------------------------------------------------------------------------- | --------- | ------ |
| 2015 | Guldtuben: Årets stjärnskott                                                     | Vann      | [ 29 ] |
| 2016 | Guldtuben: Årets Youtuber                                                        | Nominerad | [ 30 ] |
| 2016 | Guldtuben: Årets dolda kamera                                                    | Vann      | [ 30 ] |
| 2016 | Social Media Party: Årets Youtube                                                | Vann      | [ 31 ] |
| 2017 | Guldtuben: Årets Youtuber                                                        | Vann      | [ 32 ] |
| 2017 | Guldtuben: Årets serie (Spökjakt på Youtube)                                     | Vann      | [ 32 ] |
| 2017 | Guldtuben: Årets video (Spökjakt - Frammegården på Youtube)                      | Vann      | [ 32 ] |
| 2017 | Guldtuben: Årets musikklipp (Joakim Lundell ft. Arrhult - All I Need på Youtube) | Vann      | [ 32 ] |
| 2017 | Guldtuben: Årets collab (med Let's Feast) (Pistolen mot huvudet på Youtube)      | Nominerad | [ 33 ] |
| 2017 | Guldtuben: Årets vloggare                                                        | Nominerad | [ 33 ] |
| 2020 | Kristallen: Årets program (Spökjakt på Dplay)                                    | Vann      | [ 34 ] |